# Salomonotettix leveri
Salomonotettix leveri är en insektsart som först beskrevs av Günther, K. 1935.  Salomonotettix leveri ingår i släktet Salomonotettix och familjen torngräshoppor. Inga underarter finns listade i Catalogue of Life.